# 제49회 카를로비바리 국제 영화제
제49회 카를로비바리 국제 영화제는 2014년 7월 4일에 열린 시상식이다.

## 수상 및 후보

### 대상(장편)
- 콘 아일랜드 - 게오르게 오바슈빌리 수상

### 심사위원특별상(장편)
- 자유낙하 - 기요로기 폴피 수상

### 감독상(장편)
- 자유낙하 - 기요로기 폴피 수상

### 여우주연상(장편)
- 로우 다운 - 엘르 패닝 수상

### 남우주연상(장편)
- 올 유어스 - 나우엘 페레즈 비스카야트 수상

### 다큐멘터리상(30분이하)
- 오토포커스 - 보리스 폴자크 수상

### 다큐멘터리상(30분이상)
- 웨이팅 포 어거스트 - 테오도라 미하이 수상

### 심사위원특별언급(다큐멘터리)
- 스테디니스 - 리사 웨버 수상
- 더 퀸 - 마누엘 아브라모비치 수상

### East of the West부문(장편)
- 커렉션즈 클래스 - 이반 I. 트베르도프스키 수상

### East of the West부문(심사위원 특별언급)
- 바바리안스 - 이반 이킥 수상

### 관객상-독립영화 포럼부문
- 더 매직 보이스 오브 어 레블 - 올가 소메로바 수상

### 비법정상
- 애니웨어 엘스 - 에스터 암라미 수상

### 유럽영화상
- 락스 인 마이 포켓츠 - 시그네 바우만 수상

### 에큐메니칼 심사위원상
- 자유낙하 - 기요로기 폴피 수상

### 에큐메니칼 심사위원상 - 특별언급
- 콘 아일랜드 - 게오르게 오바슈빌리 수상

### FEDEORA상
- 락스 인 마이 포켓츠 - 시그네 바우만 수상

### FEDEORA 특별언급상
- 보타 - 아이리스 엘레지 외 1명 수상

### 영화제 위원장상
- 윌리엄 프리드킨 수상
- 멜 깁슨 수상

### 카를로비바리 상
- 즈데넥 스베락 수상

### 공식부문-경쟁
- 어드벤쳐 - 나리만 투레바예프
- 올 유어스 - 데이빗 램버트
- 콘 아일랜드 - 게오르게 오바슈빌리
- 페어 플레이 - 안드레아 세드리코바
- 자유낙하 - 기요로기 폴피
- 로우 다운 - 제프 프레이스
- 노웨어 인 모라비아 - 미로슬라브 크로보트
- 파리스 오브 더 노스 - 하프슈타인 군나르 지그라쏜
- 패치워크 패밀리 - 파스칼 라바테
- 락스 인 마이 포켓츠 - 시그네 바우만
- 라 티리시아 - 조지 페레즈 솔라노
- 웰컴 홈 - 안젤리나 니코노바

### 프록시마 경쟁
- 올 마이 투머로우즈 - 루돌프 하블릭
- 아이 오리진스 - 마이크 카힐
- 와일드 테일즈 - 데미안 스지프론

### 오픈아이즈부문
- 애프터라이프 - 비락 잠브로아츠
- 바바리안스 - 이반 이킥
- 보타 - 아이리스 엘레지 외 1명
- 커렉션즈 클래스 - 이반 I. 트베르도프스키
- 딜라이트 - 지트카 루돌포바
- 다운 더 리버 - 아시프 루스타모프
- 포 썸 인익스플리커블 리즌 - 가버 레이즈
- 체리 타바코 - 안드레스 마이미크 외 1명
- 케밥 앤 호로스코프 - 그제고시 야로슈크
- 모먼트 투 마이클 잭슨 - 다코 룬구로브
- 노르웨이 - 야니스 베슬레메스
- 더 트리 - 소냐 프로상

### 다큐멘터리 경쟁부문
- 애니웨어 엘스 - 에스터 암라미
- 하늘의 황금마차 - 오멸
- 레이트 시즌 - 다닐로 카푸토
- 리틀 액시던츠 - 사라 코랑겔로
- 멤피스 - 팀 서튼
- 더 몽크 - 테 마우 나잉
- 핑크 노이즈 - 로베르토 플로레스 프리에토
- 로켓 레인 - 앙군 프리암보도
- 식스틴 - 롭 브라운
- 토들리 토킹 - 토마스 파블리세크
- 바이올런트 - 앤드류 후컬리악
- 위브 갓 타임 - 압돌레자 카하니

### 수평선부문
- 오토포커스 - 보리스 폴자크
- 클라우디 타임즈 - 알라미 울론
- 컴백 - 미로 레모
- 피쉬테일 - 앤드류 렌지
- 인투 더 클라우즈 위 게이즈 - 마틴 듀섹
- 이스탄불 유나이티드 - 올리 발트하우어 외 1명
- 린 어 래더 어게인스트 헤븐 - 자나 세브시코바
- 더 퀸 - 마누엘 아브라모비치
- 살러테리 플레인즈 - J. 크리스티앙 젠슨
- 스테디니스 - 리사 웨버
- 더 버진 - 다니엘 덴식
- 더 텀 - 파벨 코스토마로브 외 2명
- 더 트레인 투 모스크바: 어 저니 투 유토피아 - 페데리코 페론 외 1명
- 웨이팅 포 어거스트 - 테오도라 미하이
- 르 무어 엣 로 - 알리스 파지에
- 윌드 즈바인 - 빌럼 밥티스트

### 독립영화 포럼부문- 알란 루돌프 헌정
- '71 - 얀 디맨지
- 아무르 포 - 예시카 하우스너
- 버드 피플 - 파스칼 페랑
- 백일염화 - 디아오 이난
- 보이후드 - 리처드 링클레이터
- 생선과 고양이 - 샤흐람 모크리
- 하드 투 비 어 갓 - 알렉세이 게르만
- 공포의 역사 - 벤자민 나이스타트
- 휴먼 캐피탈 - 파올로 비르지
- 이다 - 파벨 포리코브스키
- 리바이어던 - 안드레이 즈비아긴체프
- 릴 퀸퀸 - 브루노 뒤몽
- 사랑은 마시고 노래하며 - 알랭 레네
- 러브 이즈 스트레인지 - 아이라 잭스
- 메모리즈 온 스톤 - 샤우캇 아민 코르키
- 인컴프레사 - 아시아 아르젠토
- 마미 - 자비에 돌란
- 더 노멀 하트 - 라이언 머피
- 로버 - 데이비드 미쇼
- 설국열차 - 봉준호
- 스타드 업 - 데이빗 맥킨지
- 스테이션스 오브 더 크로스 - 디트리히 브뤼게만
- 스틸 더 워터 - 가와세 나오미
- 스트라토스 - 야니스 에코노미디스
- 떠돌이 개 - 차이밍량
- 팀북투 - 압데라만 시사코
- 탐엣더팜 - 자비에 돌란
- 더 원더스 - 알리체 로르와커

### 비평가 추천부문
- 어스 골든 플레이그라운드 - 안드레아 호바스
- 유지닉 마인즈 - 파벨 스팅글
- 러브 앤 엔지니어링 - 토니슬라브 흐리스토프
- 더 매직 보이스 오브 어 레블 - 올가 소메로바
- 메이단 - 세르히 로즈니차
- 올가 - 미로슬라브 자넥
- 스노우! - 보단 블라호베크

### Inventura FF 부문
- 블라인드 - 에실 보그트
- 블라인드 데이트 - 르반 코구아슈빌리
- 캘버리 - 존 마이클 맥도나프
- 캐치 미 대디 - 다니엘 울프
- 클래스 에너미 - 록 비첵
- 그랜드 피아노 - 유지니오 미라
- 키 비브 - 마리안 타르듀
- 마콘도 - 수다베 모르테자이
- 쿠오드 에랫 디멘스트랜덤 - 안드레이 그루즈니스키
- 화이트 쉐도우 - 노아즈 드쉐

### 프라하 단편영화제 부문
- 더 다크 벨리 - 안드레아스 프로차스카
- 잇 팔로우즈 - 데이빗 로버트 밋첼
- 레이드 2 - 가렛 에반스
- 텍사스 전기톱 학살 - 토브 후퍼
- 왓 위 두 인 더 섀도우즈 - 타이카 와이티티
- 지옥이 뭐가 나빠 - 소노 시온

### 벨기에 영화 초점
- 플라이토피아 - 카르니 아리엘리 외 1명
- 줄리안 - 매튜 무어
- 더 리자르 - 빈센트 마리에트
- 더 매스 오브 멘 - 가브리엘 고셰
- 미스테리 - 체마 가르시아 이바라

### 신작부문 - 유망작
- 20,000 데이즈 온 얼스 - 이아인 포사이스 외 1명
- 알렐루야 - 파브리스 뒤 벨즈
- 애즈머 - 제이크 호프만
- 앳 홈 - 아산나시오스 카란니콜라스
- 벨라 - 트옹가 타드자 느콩제라
- 카니발 - 마누엘 마틴 쿠엔카
- 더 디서비디언트 - 미나 듀킥
- 폴링 스타 - 루이스 미나르로
- 프랭크 - 레니 에이브러햄슨
- 프리 레인지 - 베이코 오운푸
- 구에로스 - 알론소 루이즈팔라시오스
- 더 호프 팩토리 - 나탈리아 메샤니노바
- 찰리즈 컨트리 - 롤프 드 히어
- 하우하 - 리산드로 알론소
- 미셸 우엘벡 납치사건 - 기욤 니클루
- 쿠미코, 더 트레져 헌터 - 데이비드 젤너
- 라이프 메이 비 - 마크 코신스 외 1명
- 릴팅 - 홍 카우
- 로크 - 스티븐 나이트
- 마피아는 여름에만 죽인다 - 피에르프란체스코 딜리베르토
- 나기마 - 잔나 이사바예바
- 넥스트 투 허 - 아사프 코르만
- 오브 홀시스 앤 맨 - 베네딕트 얼링슨
- 레프리 - 파울로 주카
- 루인 - 마이클 코디 외 1명
- 셀프 메이드 - 쉬라 게픈
- 싱잉 우먼 - 레하 에르뎀
- 썸띵 머스트 브레이크 - 에스터르 마르틴 베르그스마르크
- 스틸 라이프 - 우베르토 파솔리니
- 빅토리아 - 마야 비트코바
- 바이올렛 - 바스 데보스
- 더 워드 - 안나 카제약
- 크세니아 - 파노스 H. 코트라스

### 뮤지컬 오디세이
- 저녁 먹을 시간 - 무라모토 사키
- 이모 죽이기 - 마테우스 글로바키
- 소 잇 고스 - 안티 헤이키 페소넨
- 어 스트레인지 포토그래퍼 앤 - 잔 아이슈베르 외 1명
- 더 스웨디쉬 잡 - 파벨 지에밀스키
- 와이 아 올 더 시츠 소 파 아파트 인 디스 라이트레일 스테이션? - 아론 페렌치크

### 버라이어티지 선정 유럽 감독 10선
- 비요크: 바이오필리아 라이브 - 피터 스트릭랜드 외 1명
- 인 사일런스 - 제네크 지라스키
- 더 트라이브 - 미로슬라브 슬라보슈비츠키
- 웨이터, 스카퍼! - 래디스라브 스몰잭
- 바웬사, 희망의 인간 - 안제이 바이다
- 아포칼립토 - 멜 깁슨
- 오브세시브 리듬즈 - 화니 아르당

### 보더라인 필름: 최초 10년
- 베르톨루치가 말하는 베르톨루치 - 월터 파사노 외 1명
- 가까이서 본 기차 - 이리 멘젤
- 대화의 가능성 - 얀 슈반크마이에르
- 에드워드 2세 - 데릭 저먼
- 플라이츠 인 드림스 앤 인 리얼리티 - 로만 발라얀
- 라이프 잇셀프 - 스티브 제임스
- 광기 - 얀 슈반크마이에르
- 언 올드 갱스터즈 몰스 - 스바토플룩 인네만
- 솔라리스 - 안드레이 타르코프스키
- 소서러 - 윌리엄 프리드킨
- 추억 - 시드니 폴락

### 체코 영화
- 액션 온 더 스트립 - 존 워렌
- 안챠 에스 카스티야 - 세르지오 카발레로
- 아틀라스 1.0 - 야쿱 코르셀트
- 페어웰 - 러드비그 버스트
- 글루 - 모리츠 우에벨레
- 잇 해즈 올레디 빈 엔디드 비포 유 캔 씨 디 엔드 - 아리카와 시게오
- 시 유 - 차이밍량
- 인류의 기쁨이 머무는 곳 - 드니 코테
- 렉처 - 로만 스테티나
- 어 매스크 오브 매드너스 (노트 온 필름 06-B, 모놀로그 02) - 노르베르트 파펜비흘러
- 옵티컬 사운드 - 엘크 그로엔 외 1명
- 삐에로 뤼네르 - 브루스 라 브루스
- 리턴 투 어드리어포트 - 아델라 바바노바
- 실체 - 세바스찬 메즈
- 텅 트위스터 - 로만 스테티나

### 레바논 영화
- 크라운와이즈 - 빅토르 타우스
- 더 돈 후안 - 이리 멘젤
- 하니 - 마이클 사미르
- 크라스노 - 온드레이 소콜
- 흘러간 나날들 - 즈데넥 틱
- 러브 송즈 - 보단 카라섹
- 마리아 스톡 - 얀 브레지나
- 언 언라이클리 로맨스 - 이반 보나
- 더 웨이 아웃 - 페트르 바츨라프

### 제리 샤츠버그 헌정
- 제10의 도망자 - 엘리오 페트리
- 어쌔신 - 엘리오 페트리
- 엘리오 페트리: 노츠 온 어 필름메이커 - 페데리코 바치 외 2명
- 굿 뉴스 - 엘리오 페트리
- 완전 범죄 - 엘리오 페트리
- 더 데이즈 아 넘버드 - 엘리오 페트리
- 솔탄토 언 노메 네이 티톨리 디 - 다니엘레 디 비아시오
- 프로퍼티 이즈 노 롱거 어 세프 - 엘리오 페트리
- 어 콰이어트 플레이스 인 더 컨 - 엘리오 페트리
- 토도 모도 - 엘리오 페트리
- 시칠리아의 음모 - 엘리오 페트리
- 천국으로 가는 노동계급 - 엘리오 페트리
- 검은 금요일 - 아누락 카시압
- 데브 디 - 아누락 카시압
- 푸루트 프리서브 - 아누락 카시압
- 와시푸르의 갱들 - 아누락 카시압
- 구라알 - 아누락 카시압
- 노 스모킹 - 아누락 카시압
- 노란 부츠의 소녀 - 아누락 카시압
- 어글리 - 아누락 카시압
- 아, 자유! - 벤 리버스
- 아스티카 - 벤 리버스
- 더 빅 싱크 - 벤 리버스
- 더 밤 위드 어 맨 인 히즈 슈 - 벤 리버스
- 더 커밍 레이스 - 벤 리버스
- 우리의 창세기 - 벤 리버스
- 도브 쿱 - 벤 리버스
- 하우스 - 벤 리버스
- 더 하이어시니움 우드 - 벤 리버스
- 아이 노우 웨어 아임 고잉 - 벤 리버스
- 메이 투마로우 샤인 더 브라이티스트 오브 올 유어 매니 데이즈 애즈 잇 윌 비 유어 라스트 - 벤 리버스
- 올드 다크 하우스 - 벤 리버스
- 종의 기원 - 벤 리버스
- 팬텀스 오브 어 리버틴 - 벤 리버스
- 손수레 - 벤 리버스
- 시크릿 띵즈 인 프로그레스 - 벤 리버스
- 슬로우 액션 - 벤 리버스
- 소르달 - 벤 리버스
- 어둠을 밀어내는 주문 - 벤 리버스 외 1명
- 테러! - 벤 리버스
- 디스 이즈 마이 랜드 - 벤 리버스
- 바다에서 2년 - 벤 리버스
- 위 더 피플 - 벤 리버스
- 어 월드 래틀드 오브 해빗 - 벤 리버스
- 이터널 선샤인 - 미셸 공드리
- True Detective - 캐리 후쿠나가
- 윈터스 본 - 데브라 그래닉